# Freestyle snowboarding

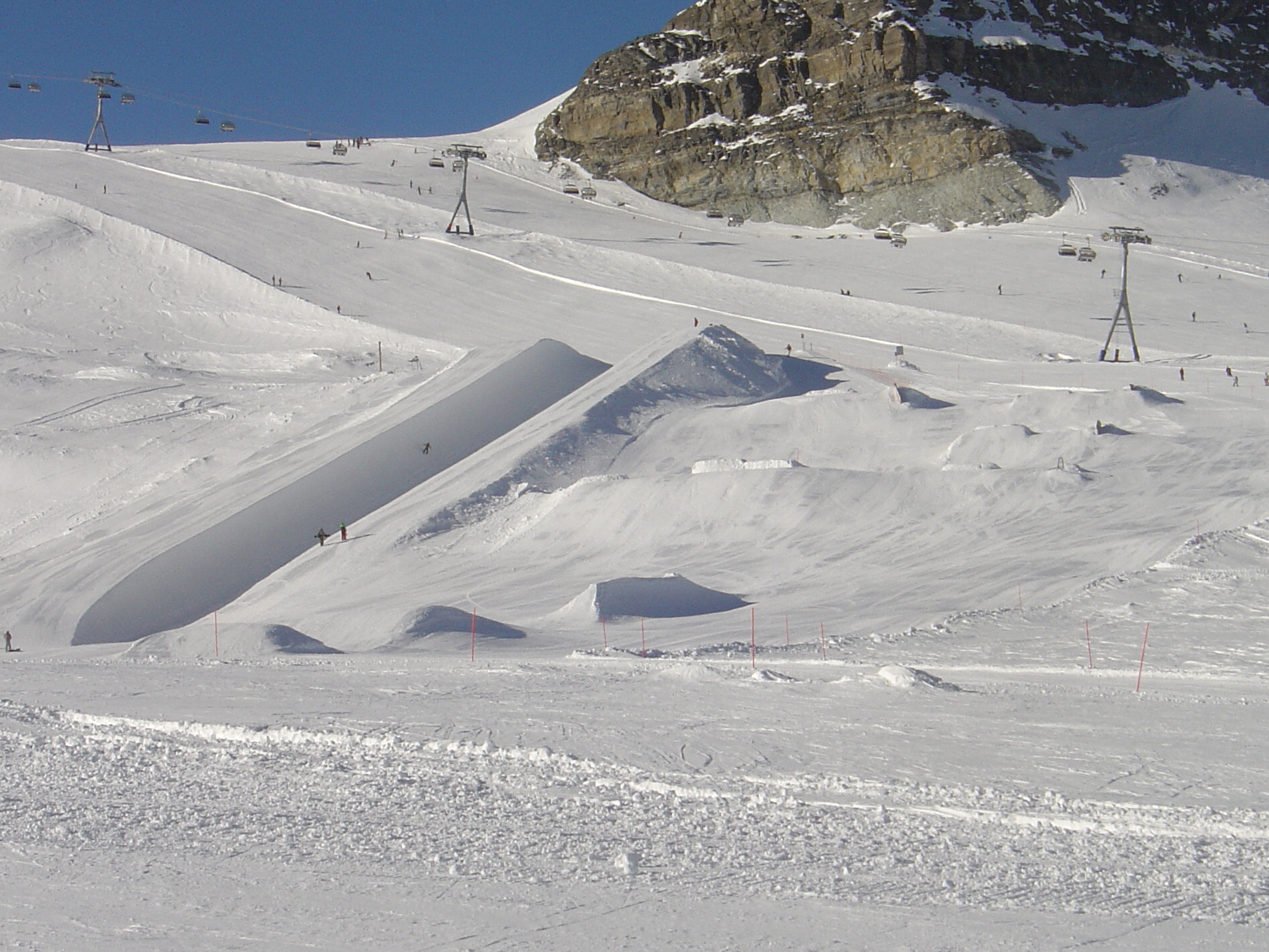
Snowpark (Zermatt, Švýcarsko)

Freestyle snowboarding je široká škála disciplín, triků a technik, jejichž smyslem je zpestřit obyčejnou jízdu na snowboardu. Ve všech podobách freestylu (skákání, jibbing, jízda v U-rampě nebo předvádění různých triků na rovné sjezdovce) se jezdec snaží předvést něco pohledného, stylového a originálního. Lyžařská střediska se přizpůsobují rostoucímu počtu vyznavačů freestylu a na horách tak vzniká stále větší množství snowparků; jen v České republice jich existuje každou zimu kolem 60.

## Disciplíny

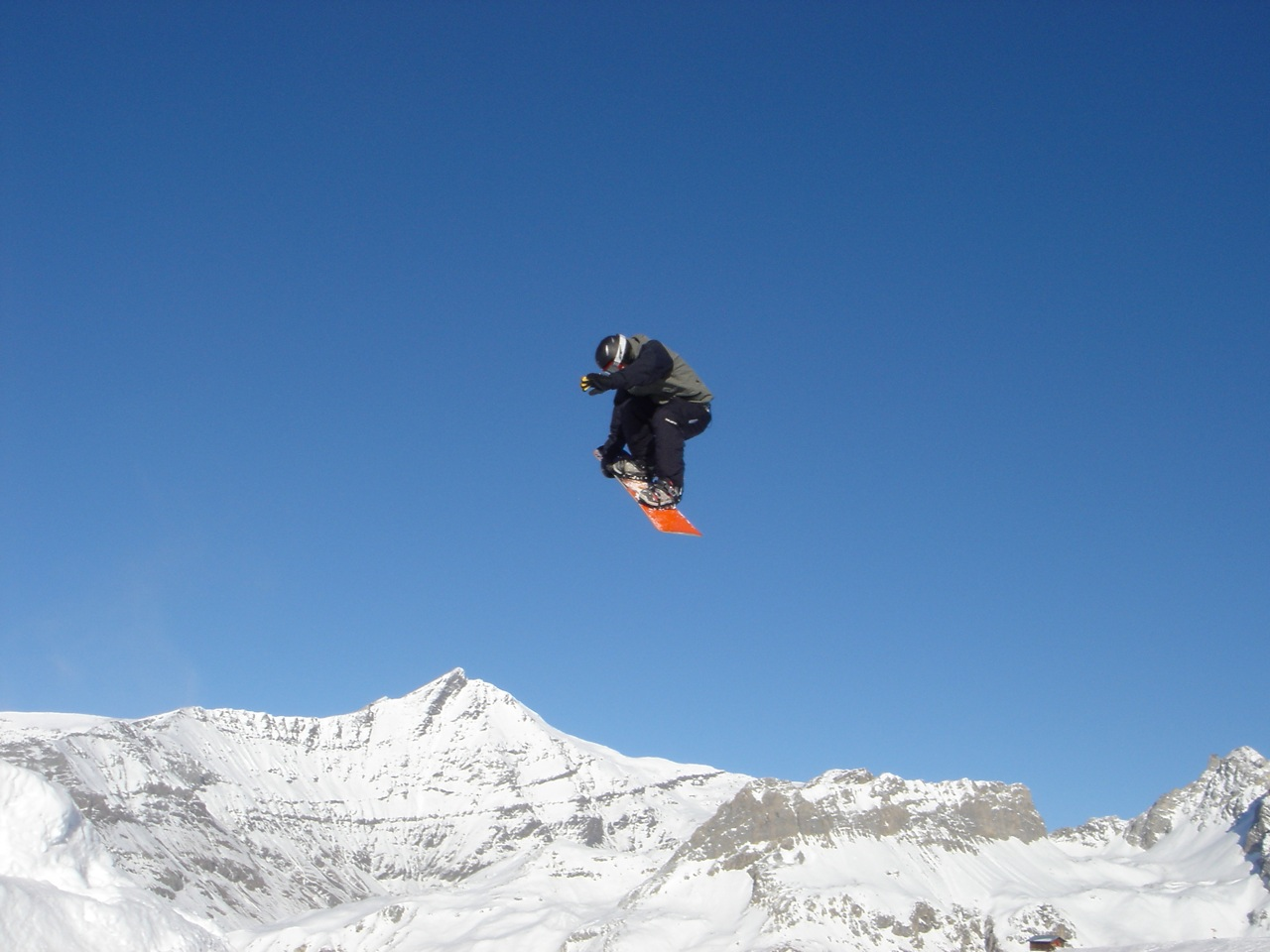
Snowboardista při skoku

V průběhu let vzniklo několik různých disciplín freestyle snowboardingu, které spočívají v předvádění triků na určitém typu překážek, většinou vybudovaných přímo k tomuto účelu. Je ale nutné dodat, že různé freestylové prvky je možné předvést i na rovné sjezdovce. Škála možných triků vždy závisí pouze na fantazii a schopnostech jezdce.

### Skoky
Skákání je jedním ze základních principů freestylu, ale také je to disciplína, která se během let nejvíce vyvinula.[zdroj?] Klasickými „oldschool“ triky z dob počátků freestylu jsou backflip (salto vzad) a frontflip (salto vpřed) a graby jako např. method. Důraz byl kladen na poněkud akrobatické figury,[zdroj?] které se ale v poslední době (poněkud kuriózně) vracejí do módy. Naopak typicky moderní škálu triků zastupují inverted a cork rotace, dále rodea a graby jako indy či melon. Pro moderní styl je typický důraz na nízko položené těžiště, proto nosí snowboardisté volné oblečení, často o několik velikostí větší.[zdroj?]
Zatím nejvyšší provedenou rotací je 1440, tedy 1440°, 4 otočky kolem vlastní osy. Jako první ji předvedli v U-rampě Mathieu Crepel a Markku Koski (první 1440 na oficiální soutěži), později někteří jezdci předvedli 1440 také na běžném skoku. Pokud jde o rotaci kolem horizontální osy, již několik jezdců předvedlo triple backflip (trojité salto vzad). Na soutěžích však nejsou takové triky k vidění, protože jejich bodové ohodnocení je často nižší než u „běžných“ rotací. Výjimku udělal Travis Rice, který vyhrál Nokia Air & Style 2006 díky triku „double backflip bs180“, tedy dvojité salto vzad s otočkou o 180° kolem vertikální osy. Nikdo jiný zatím stejný trik nepředvedl.

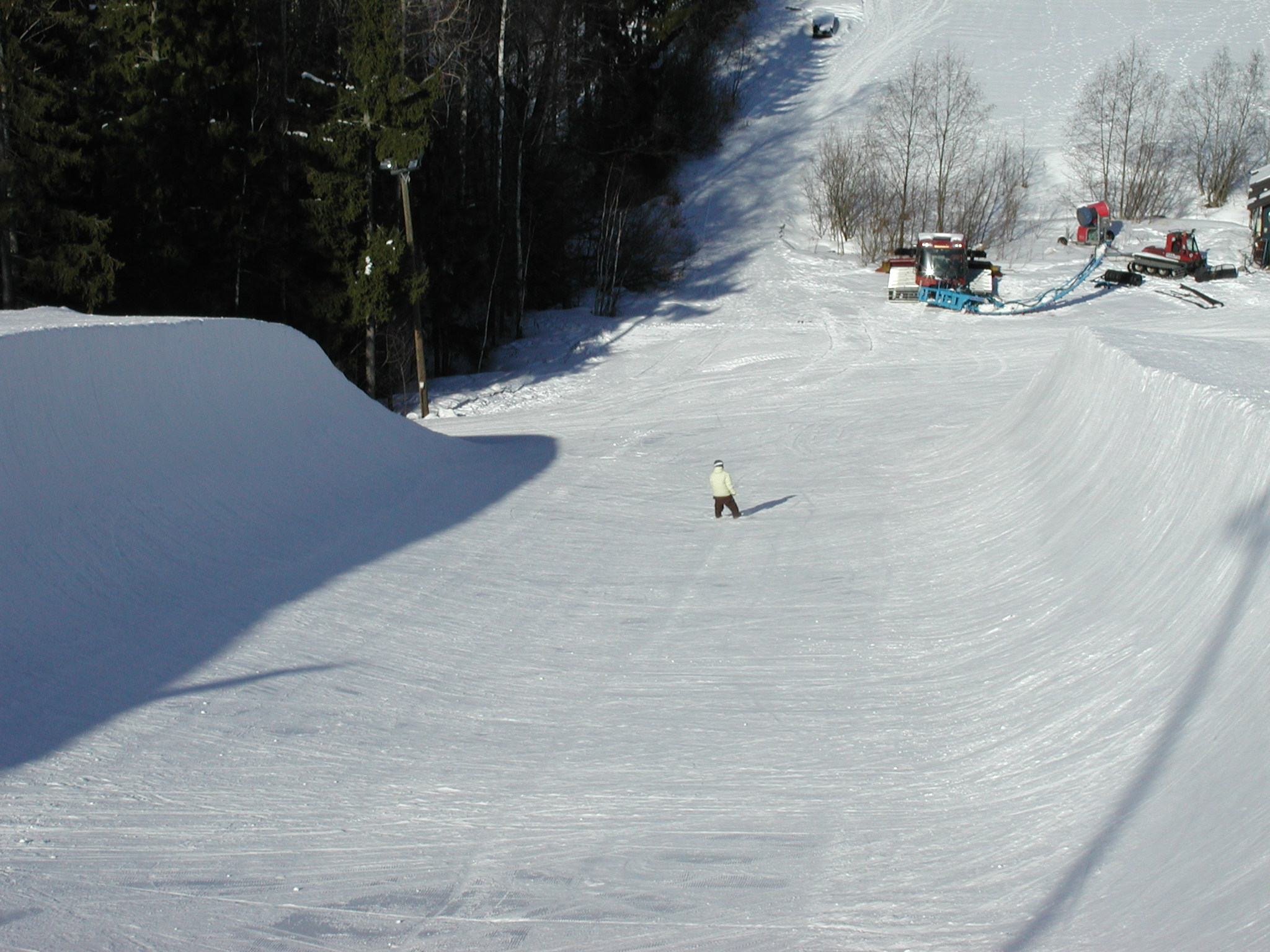
U-rampa, v pozadí rolba se speciálním ramenem pro úpravu rampy

### U-rampa

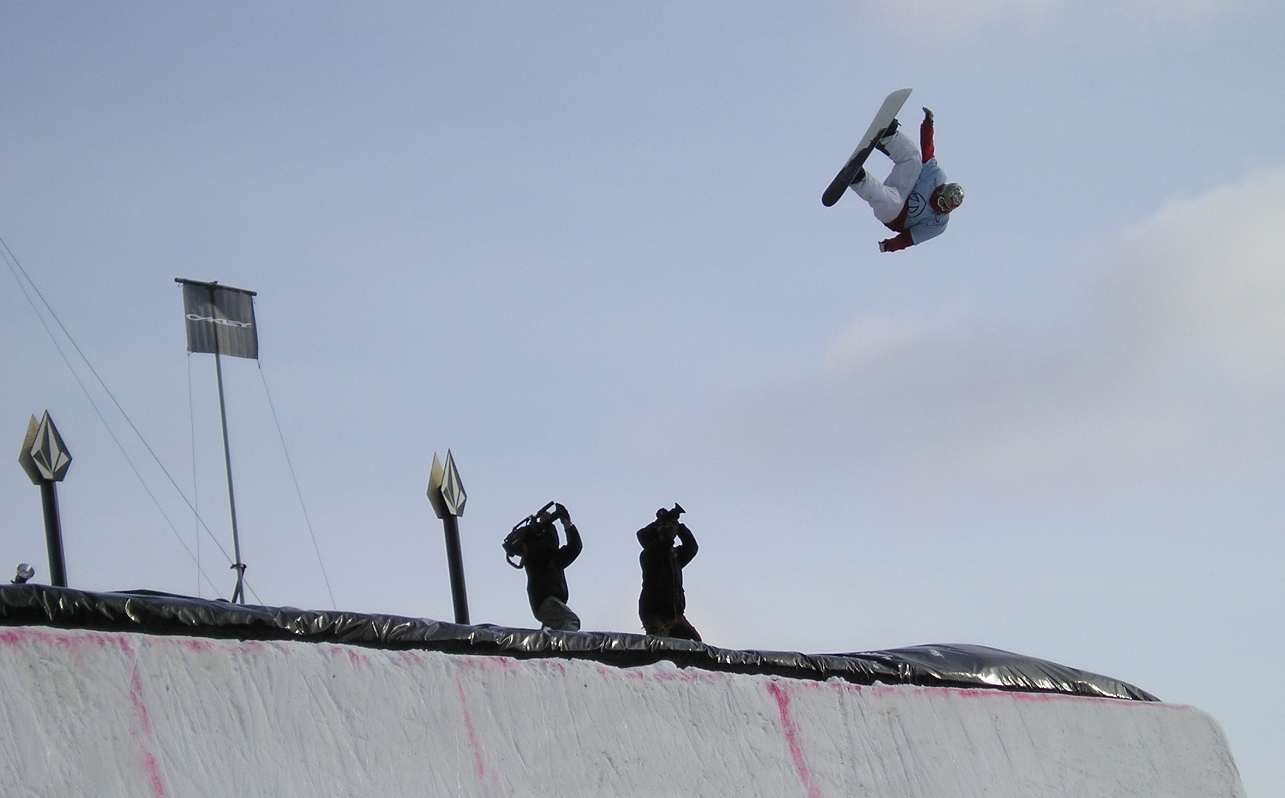
Jezdec při skoku na quarterpipe, The Arctic Challenge 2006

Jízda v U-rampě se často nazývá „královskou disciplínou freestylu“. Toto označení si získala jak obtížností předváděných triků, tak i jakousi exkluzivitu, která pramení z náročnosti stavby a údržby rampy (v sezóně 2007/08 byly v České republice pouze 2 U-rampy, a to ve snowparku na Klínovci a ve Špindlerově Mlýně). Dnešní U-rampy mají běžně stěny vysoké 5 metrů a k jejich úpravě se používají speciální stroje, na počátku historie této disciplíny ale byla přírodní koryta a spousta práce s lopatami. Přesto byla vždy jízda v U-rampě populární disciplínou, už v roce 1983 se konal první světový závod v jízdě na U-rampě.
Jako jediná freestylová disciplína se U-rampa dostala na olympijské hry (poprvé v roce 1998 v Naganu). Zařazení freestyle snowboardingu na olympijské hry má ale od počátku své odpůrce, a to i mezi špičkovými jezdci. Norská hvězda Terje Håkonsen, v době konání olympiády v Naganu jednoznačně nejlepší světový jezdec v U-rampě, její první představení pod olympijskými kruhy bojkotuje, protože „Olympiáda se snaží stavět národy proti sobě jako soupeře, což není smyslem snowboardingu“.

### Quarterpipe

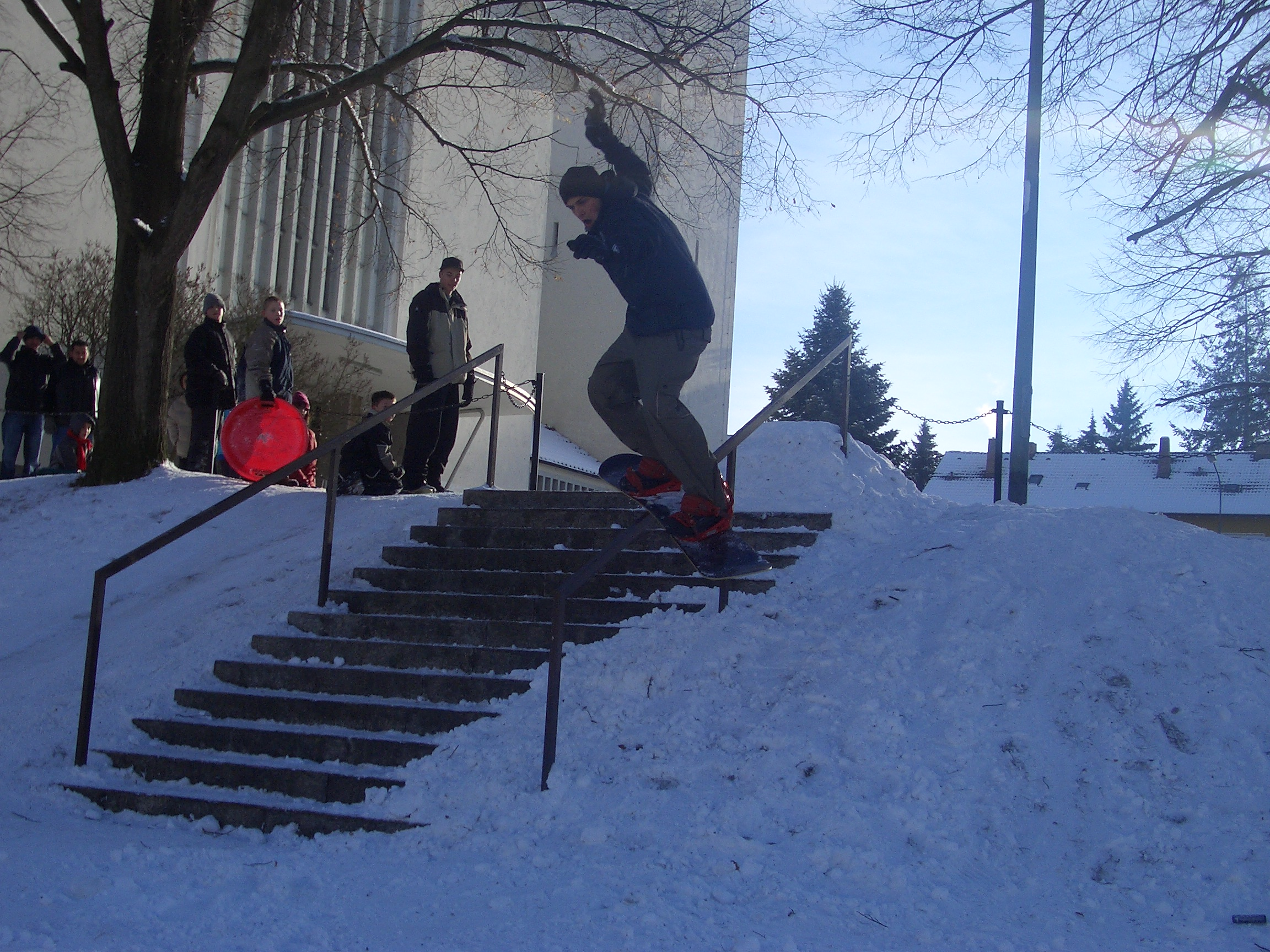
Street jibbing

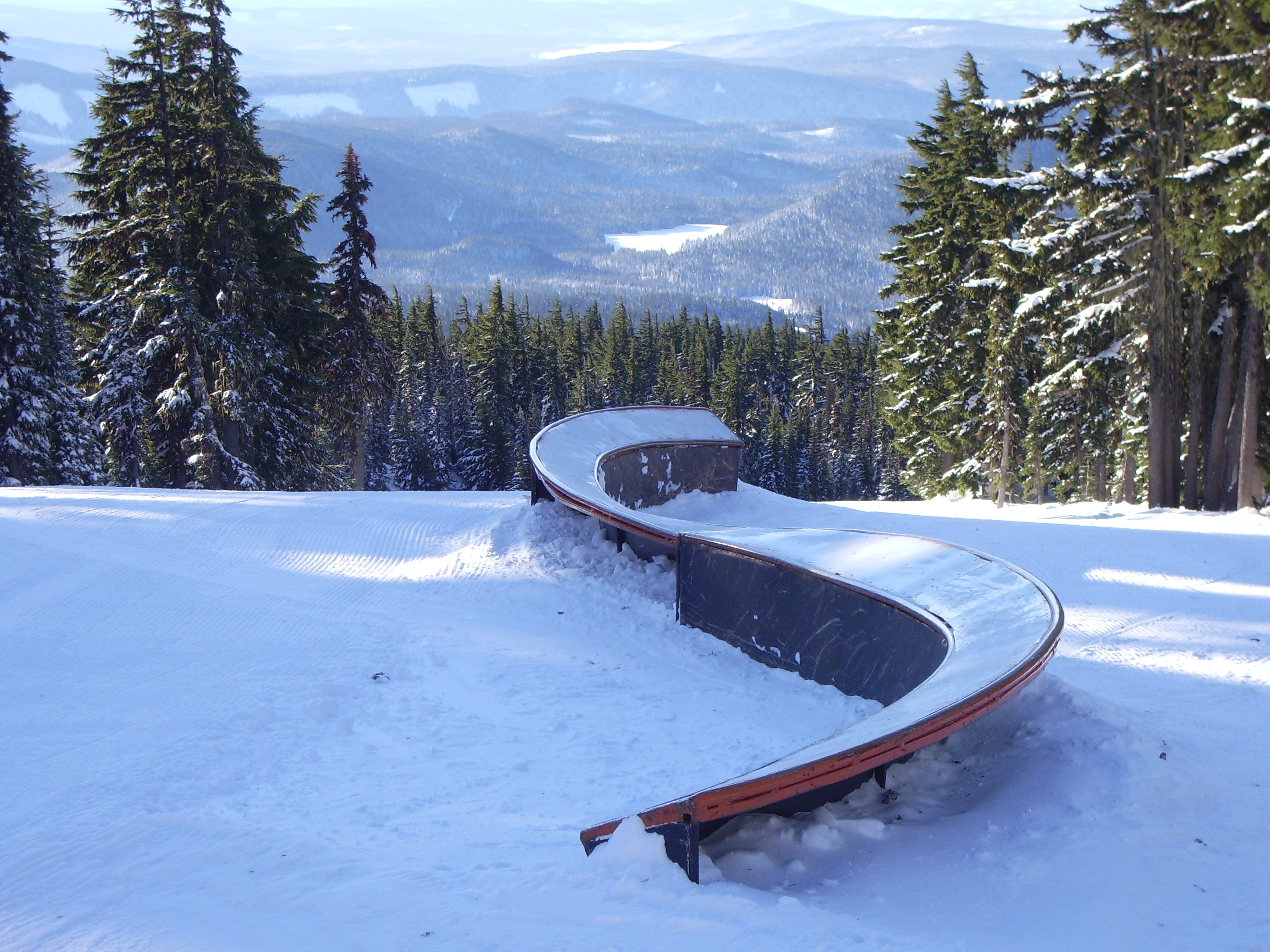
Jibbingová překážka ve snowparku

Quarterpipe je překážka podobná jedné stěně U-rampy, ale stojí proti svahu. Stěna je zpravidla daleko vyšší než stěny U-rampy (často kolem 10 m) a také jezdci předvádějí na quarterpipe daleko vyšší skoky. Škála triků je však prakticky stejná jako v U-rampě.
Jednou ze soutěžních disciplín na quarterpipe je „Highest air“, tedy nejvyšší dosažená výška nad hranou rampy. Rekord drží Terje Håkonsen, který na Oakley Arctic Challenge 2007 skočil do výšky 9,8 metru. Skok byl navíc výjimečný tím, že Håkonsen neskočil rovně, ale točil bs 360 (otočka o 360° kolem vertikální osy) což je u pokusů o maximální výšku výjimečné.

### Jibbing
Jedna z nejmladších odnoží freestylu je také nejpestřejší, pokud jde o výčet překážek a možných triků. Podstata jibbingu je v přejíždění a překonávání překážek, které jsou typicky z jiného materiálu než je sníh. Nemusí jít jen o překážky postavené ve snowparku, překážkou může být i kmen stromu, pařez, zajímavá sněhová boule či zábradlí na ulici. Nejtypičtějším projevem jibbingu je pak slide, tedy jízda po zábradlí, případně speciálně postavené překážce ve snowparku.
Nejobtížnější formou jibbingu je „street“, tedy jibbing v městském prostředí (např. překonávání zábradlí u schodů). Street jibbing je velmi nebezpečný,[zdroj?] ale také velmi atraktivní a proto často tvoří výraznou část snowboardových videí.

### Backcountry freestyle
Pod pojmem backcountry freestyle se rozumí kombinace freeridu (jízdy ve volném terénu) a freestylu. Většinou se jedná o skokánek postavený ve vhodném terénu s dopadem do hlubokého sněhu. Měkké dopady dovolují extrémně dlouhé a nebezpečné skoky, proto bývá backcountry freestyle jednou z hlavních náplní profesionálních snowboardových filmů. Mezi amatérskými freestylisty je tato disciplína oblíbená, ale kvůli špatné dostupnosti vhodných lokalit a časové náročnosti zřídka provozovaná.

## Soutěže
Většina soutěží ve freestylových disciplínách se od ostatních soutěží liší pojetím a atmosférou akce. Typický freestylový závod je organizován systémem „by riders for riders“ (jezdci pro jezdce), tedy sami organizátoři jsou členy snowboardové komunity a závody se odehrávají ve všeobecně přátelském prostředí. Někdy je závod koncipován tak, že hlavní cenu si rozdělí všichni finalisté, což umožňuje samotným jezdcům užít si závod a zvyšuje se tím divácká atraktivita. Z toho důvodu mnozí snowboardisté opovrhují závody organizovanými Mezinárodní lyžařskou federací (FIS – Fédération internationale de ski) a olympijskými turnaji, neboť zde postrádají tu správnou atmosféru.
Nejvýznamnějším podnikem každé sezóny je série TTR (Ticket To Ride), do které patří valná většina významných závodů, včetně zimních X-games nebo Air&Style. V České republice se každou zimu jezdí pod hlavičkou Asociace českého snowboardingu série závodů nazvaná „4x4“. Nejvýznamnější závody série 4x4 bývají také zařazeny do seriálu TTR.

### Soutěžní disciplíny
Kromě soutěží v quarterpipe nebo U-rampě existují ještě další disciplíny:
- Slopestyle – jezdec jede tratí složenou z několika skoků a jibbingových překážek, jeho úkolem je na překážkách dle svého výběru předvést co nejlepší triky
- Big Air – soutěží se na jednom skokánku, hodnotí se nejenom styl a provedení triku, ale také výška letu